# Eusebio Cabral
Eusebio Cabral war ein uruguayischer Politiker.
Cabral saß er in der 2. Legislaturperiode vom 26. Februar 1839 bis zum 26. Oktober 1841 zunächst als stellvertretender Abgeordneter für das Departamento Cerro Largo in der Cámara de Representantes. In der 5. und 10. Legislaturperiode war er sodann gewählter Mandatsträger für San José (14. Februar 1845 – 17. Februar 1846) bzw. Canelones (15. Februar 1868 – 17. Mai 1869). Im Rahmen seiner parlamentarischen Tätigkeit gehörte er mehrfach dem Kammerpräsidium an. So war er 1845 als Nachfolger Juan Zufriateguys Präsident des Abgeordnetenhauses, ein Amt, das er erneut 1868 als Nachfolger Antonio Rodríguez Caballeros innehatte. Im gleichen Jahr war er zudem auch als Erster Vizepräsident der Kammer tätig.